# جوديث وود
جوديث وود (بالإنجليزية: Judith Wood)‏ هي ممثلة أمريكية، ولدت في 1 أغسطس 1906 بنيويورك في الولايات المتحدة، وتوفيت في 6 أبريل 2002 بلوس أنجلوس في الولايات المتحدة. بدأت مشوارها المهني سنة 1930.

## وصلات خارجية
- جوديث وود على موقع IMDb (الإنجليزية)
- جوديث وود على موقع قاعدة بيانات برودواي على الإنترنت (الإنجليزية)
- جوديث وود على موقع قاعدة بيانات الفيلم (الإنجليزية)